# روان‌شناسی فردنگر
آلفرد آدلر، برداشتی از ماهیت انسان ارائه داد که افراد را به صورت قربانی غرایز و تعارض‌ها و محکوم به نیروهای زیستی و تجربیات کودکی، توصیف نمی‌کند. او رویکرد خود را روانشناسی فردنگر یا روانشناسی فردی نامید؛ زیرا بر بی‌همتا بودن هر فرد و تقسیم‌ناپذیری عناصر شخصیت تأکید داشت.
به نطر آدلر، هر انسانی در درجه اول، موجودی اجتماعی است. شخصیت ما به وسیله محیط اجتماعی و تعامل‌های شخصی منحصر به فرد ما، نه توسط تلاش‌های ما برای ارضا کردن نیازهای زیستی، شکل می‌گیرد. آدلر، نقش میل جنسی را در نظریه خود، به حداقل رساند. از نظر آدلر، هوشیاری، جوهر شخصیت است. بنا به آموزه‌های او، به جای این که توسط نیروهایی برانگیخته شویم که نمی‌توانیم آن‌ها را ببینیم و کنترل کنیم، باید به‌طور فعال در آفریدن خودمان و هدایت کردن آیندهٔ خویش، مشارکت کنیم.

## روانشناسی فردی
روانشناسی فردی آدلر، شامل نظریه شخصیت، مدل آسیب‌شناسی و فلسفه زندگی است. همچنین راهبردی برای تعلیم و تربیت پیشگیر و فنون روان درمانی ارائه می‌دهد و مردم را تشویق می‌کند از طریق همکاری، جرأت و احساس اجتماعی بودن، سلامت خود را تأمین کنند. (کارلسون، واتس، مانیاتچی،۲۰۰۵). هدف این روانشناسی نه تنها بهبود کیفیت زندگی مراجع بلکه بهبود کیفیت زندگی سایر افراد حاضر در دنیای مراجع و کل جامعه است. روانشناسی فردی به افراد بهنجار کمک می‌کند با دنبال کردن آرمانی امکان‌پذیر و الهام‌بخش در خصوص سلامت روان و برداشتن گام‌های ضروری، برای رسیدن به این آرمان، موجبات رشد و تحول حداکثری خود را فراهم کنند (استاین، ادواردز، ۱۹۹۸).

## مفاهیم کلیدی
روانشناسی فردی پیچیده است و از لحاظ نظری و عملی، مفاهیم کلیدی زیادی دارد. در میان این مفاهیم کلیدی به مفاهیمی چون تلاش برای مهم بودن، عقده حقارت، علاقه اجتماعی، احساس اجتماع بودن، هدف نهایی خیالی و سبک زندگی، ترتیب تولد و منظومه خانوادگی می‌پردازیم.

### تلاش برای برتری
تلاش برای رسیدن به برتری و کمال در نظریه آدلر، مشابه مفهوم خودشکوفایی کارل راجرز و مفهوم تعالی کارل یونگ است. به عنوان نمونه، فردی که به دلیل دست و پا چلفتی بودن احساس حقارت می‌کند و تلاش می‌کند با تمرین تبدیل به رقصنده ماهری شود، سعی در غلبه بر ضعفش دارد. انسان‌ها با غلبه بر ضعف‌های خود، احساس امنیت و تکامل می‌کنند. هدف، رقابت مادی‌گرایانه نیست؛ هرچند برخی افراد چنین برداشتی دارند. درک این چنینی از این تلاش، برای سلامت روان، مفید نیست (استاین، ادواردز، ۱۹۹۸).

### عقده حقارت
آدلر معتقد بود در تمام افراد، بعضی از اندام‌ها از بعضی اندام‌های دیگر ضعیف‌ترند و این باعث آسیب‌پذیری افراد در برابر بیماری‌ها می‌شود. افراد با انجام دادن کارهایی سعی می‌کنند که ضعف اندام حقیر خود را به شکلی افراطی جبران کنند. مانند دموستن سخنران معروف آتنی که لکنت زبان داشت. او با گذاشتن سنگ ریزه‌ها در دهانش، بر مشکل لکنت زبانش غلبه کرده و تبدیل به یک سخنران معروف شد.
آدلر، افکارش را در مورد حقارت عضوی، در مورد غلبه بر احساس حقارت روانی به کار برد. به اعتقاد او احساس حقارت مسئله‌ای طبیعی در افراد است؛ چرا که همه ما هنگام تولد موجودی ضعیف و ناتوان هستیم. به مرور زمان، کودک با مسائلی در زندگی روبرو می‌شود که باید آن‌ها را حل کند و در صورت عدم توانایی، احساس حقارت می‌کند. گاهی این حس تبدیل به احساس حقارت عمیق می‌شود و گاهی نیرویی برای رسیدن به قدرت در فرد می‌شود.
زمانی که احساس حقارت در فرد شدید است، تبدیل به عقده حقارت می‌شود و باعث ایجاد احساس ضعف در حل مشکلات شده و فرد خود را بی‌کفایت از لحاظ اجتماعی می‌داند (آنسباخر ۱۹۶۷). چنین فردی برای سرپوش گذاشتن بر حس حقارتش، به شکلی ناخودآگاه، عقده برتری را در خود پرورش می‌دهد (درایکورس، گری،۱۹۶۸).
اصطلاحاتی نظیر «حس حقارت» یا «خود کم بینی» و حتی «حس پستی» و نظایر آن که در برخی از نوشته‌ها به چشم می‌خورد، بار معنایی منفی دارد و در آن‌ها هیچ جنبه مثبتی لحاظ نمی‌گردد. بر خلاف واژه کهتری که در آن فقط بار معنایی منفی لحاظ نشده‌است. بدین روی، هم می‌تواند مخرب و ویرانگر باشد، هم می‌تواند محرک و سازنده. علاوه بر این، هیچ اصطلاح و تعبیری نمی‌تواند بهتر و دقیق‌تر از اصطلاح «احساس کهتری» که تمام خصوصیات لغوی اصطلاح خارجی Inferiority Feeling را دربردارد، با مفهوم اصلی مطابقت داشته باشد.
ربر (A. Reber, 1985) و الحفنی (A. M.Alhefny, 1994) معتقدند که احساس کهتری، احساس ضعف و ناتوانی‌ای است که از کودکی با فرد همراه است و با نقص بدنی یا روانی تشدید می‌گردد و فرد را دچار یأس و ناکامی می‌سازد.
ریموند (J. Raymond, 1985) آدلر (A.Adler,1927) و برخی دیگر از روان‌شناسان احساس کهتری را گرانبهاترین انگیزه‌ای می‌دانند که انسان را وامی‌دارد تا به تکامل خویش بپردازد.
بنابراین، به‌طور خلاصه، می‌توان گفت: احساسی که در نتیجه شکست‌ها، طرد شدن‌ها، ناکامی‌ها و نامقبول شدن‌ها پیش بیاید که فرد همه را برتر از خود و خود را فاقد استعداد بیابد، «کهتری منفی» است و احساسی که مبنای حرکت و گذر از موقعیت کهتری به مهتری گردد، «کهتری مثبت» و مفید می‌باشد.

### علاقه اجتماعی
از نظر آدلر، علاقه اجتماعی، جبران حقیقی و اجتناب‌ناپذیر ضعف طبیعی انسان است؛ اگرچه این علاقه فطری است ولی باید توسط فرد پرورش یابد؛ چرا که نقش مهمی در زندگی متعادل فرد بازی می‌کند. فرد در اجتماع زندگی می‌کند (آنسباخر و آنسباخر).
کسانی که علاقه اجتماعی بالایی دارند، در حال عشق ورزیدن، همدلی، همدردی و یاری به دیگران هستند. این افراد می‌دانند که صلاحشان به صلاح دیگران بستگی دارد. آنها درک می‌کنند که با دیگران کاری را بکنند که با خود می‌کنند.
آدلر معتقد بود، اگر مردم بر اساس اصول علاقه اجتماعی زندگی می‌کردند، خبری از جنگ و خشونت و تبعیض و نسل‌کشی نبود. او برای سنجش علاقه اجتماعی افراد از آنان این دو سؤال را می‌پرسید:
- سهم تو در زندگی چیست؟
- در سمت مفید زندگی هستی یا در سمت بی فایده آن؟

### هدف نهایی خیالی و سبک زندگی
هدف نهایی خیالی، نگاه شخصی و درونی‌شده فرد به آینده است که می‌تواند واقع‌بینانه یا غیر واقع بینانه باشد. هدف نهایی خیالی، بخش مهمی از سبک زندگی است که زندگی فرد را سازمان‌دهی می‌کند و شکل می‌دهد، هر چند به‌طور کلی، ناهشیارانه است.
افرادِ با علاقه اجتماعیِ پرورش یافته، هدف نهایی‌شان، مایه خدمت به دیگران است. افرادی که هدفشان صرفاً خدمت به خود است، اهداف ناسالم دارند.
سبک زندگی، رویکرد ویژه هر فرد به زندگی است. اینکه فرد چگونه با تکالیف زندگی برخورد می‌کند یا چگونه اجتناب می‌کند و اینکه فرد چگونه به هدف نهایی خیالی‌اش می‌رسد.
به تعداد افرادی که در دنیا زندگی می‌کنند، سبک زندگی وجود دارد که شالوده‌اش در سن پنج تا شش سالگی ریخته می‌شود.

## سایر مفاهیم آدلری

### دلگرمی
دلگرمی همان فعال شدن علاقه اجتماعی در فرد است. دلگرمی جسارت و خلاقیت لازم را برای حل مشکلات زندگی فرد، از طریق مشارکت در اجتماع، فراهم می‌کند. از این طریق فرد احساس قابلیت کرده و از احساس حقارتش کاسته می‌شود. (برد، ۲۰۰۵)
دلگرمی دادن از فنونی است که به مستحکم شدن رابطه بین مراجع و درمانگر کمک می‌کند. (واتس، پیتر زاک، ۲۰۰۰)
البته دلگرمی دادن و دلگرمی گرفتن، تا آنجایی که به فرد آسیبی نرساند، نشان از بالا بودن سطح سلامت روان فرد است ولی چنانچه، به مرحله ای برسد که شخصیت فرد به سمت شخصیت وابسته یا حمایتگر منفی برود، می‌تواند موجب رنج و آزار خود و دیگران شود و آسیب‌زا باشد.

### محافظت
افراد به شیوه ناهشیارانه، برای حفاظت خود از حقارت، راهبردهایی را به کار می‌گیرند.
- انتقاد از دیگران برای احساس برتر بودن. (دفاع تکنیکال یا بین فردی)
- مقصر دانستن دیگران در آنچه که فرد خود مسوول است. (دفاع تکنیکال یا بین فردی) (فرافکنی)
- متهم کردن خود به منظور رهایی از انتقادات. (دفاع درون فردی)
- عدم تعهد. (شخصیت ضد اجتماعی، دارای خشونت منفعل و اجتنابی)
- مصرف دارو و اقدام برای خودکشی برای تغییر دادن هوشیاری. (شخصیت مرزی و نمایشی)
- استفاده از نشانه‌های بیماری برای شانه خالی کردن از مسئولیت. (استاین، ادواردز، ۱۹۹۸) (شخصیت اجتنابی و خشونت منفعل)

### منطق خصوصی
فرایند ادراکی و شناختی هر فرد است که مخصوص و منحصر به اوست. هر فرد با این منطق، دنیا را برای خود تفسیر می‌کند. زمانی که دنیای بیرون با نگاه فرد تعارض دارد، فرد با اتصال به منطق خصوصی خود که برایش آشناست، آرامش خود را حفظ می‌کند. (آنساباخر، آنساباخر، ۱۹۷۶)

### هشیار وناهشیار
آدلر به مفهوم ناهشیار معتقد بود با این تفاوت که ناهشیار را بخشی از هشیاری می‌دانست که فرد در لحظه بر آن آگاهی ندارد. هشیار و ناهشیار با همکاری یکدیگر، تشخیص مصلحت فرد را می‌دهند.

### تکالیف زندگی و تیپ‌های شخصیتی
آدلر، چهار تیپ شخصیتی را بر اساس میزان علاقه اجتماعی، معرفی کرد.
- تیپ مفید برای اجتماع
- تیپ حکمران
- تیپ گیرنده
- تیپ اجتنابی

### نقایص بدنی
کودکان دارای نقایص بدنی، به دلیل عدم حس اجتماعی بودن، بیشتر در معرض دلسردی قرار می‌گرند.
اگر به آنان بیش از اندازه توجه شود، باعث می‌شود از دیگران انتظار رفتار به شکل خاصی با خود داشته باشند. این باعث می‌شود که از روبرو شدن با مشکلات اجتناب کنند و احساس حقارت عمیقی در آنان شکل بگیرد.

## درمان آدلری

### کتاب درمانیو تکلیف منزل
از طریق واداشتن افراد به مراجعه به کتابها، بینش افراد بالا رفته و توانایی حل مسئله و نقد را پیدا می‌کنند. این راهکار وقتی مؤثر است که افراد، بگویند که توانایی کمک به خود را پیدا کرده‌اند. (ادواردز، گفرورر،۲۰۰۱، ریودن، ویلسون،۱۹۸۹)
تکلیف منزل به مراجع کمک می‌کند با انجام کارهایی، حس علاقه اجتماعی شان افزایش یابد. تکالیف هر فرد مناسب با نیازهای او انتخاب می‌شود تا کمک کند به بینش دست یابند و راه حل مناسب خود را بیابند.